# Асперс (Пенсільванія)
Асперс (англ. Aspers) — переписна місцевість (CDP) в США, в окрузі Адамс штату Пенсільванія. Населення — 486 осіб (2020).

## Географія
Асперс розташований за координатами 39°58′30″ пн. ш. 77°13′31″ зх. д. / 39.97500° пн. ш. 77.22528° зх. д. (39.975099, -77.225327).  За даними Бюро перепису населення США в 2010 році переписна місцевість мала площу 1,42 км², з яких 1,36 км² — суходіл та 0,06 км² — водойми.

## Демографія
Згідно з переписом 2010 року, у переписній місцевості мешкало 350 осіб у 119 домогосподарствах у складі 94 родин. Густота населення становила 247 осіб/км².  Було 137 помешкань (97/км²).
Расовий склад населення:
| - 82,6 % — білих - 1,7 % — чорних або афроамериканців - 13,7 % — осіб інших рас |

До двох чи більше рас належало 2,0 %. Частка іспаномовних становила 25,4 % від усіх жителів.
За віковим діапазоном населення розподілялося таким чином: 31,7 % — особи молодші 18 років, 56,3 % — особи у віці 18—64 років, 12,0 % — особи у віці 65 років та старші. Медіана віку мешканця становила 31,4 року. На 100 осіб жіночої статі у переписній місцевості припадало 104,7 чоловіків;  на 100 жінок у віці від 18 років та старших — 94,3 чоловіків також старших 18 років.
Середній дохід на одне домашнє господарство  становив 60 041 долар США (медіана — 70 947), а середній дохід на одну сім'ю — 68 662 долари (медіана — 71 970). За межею бідності перебувало 9,8 % осіб, у тому числі 4,0 % дітей у віці до 18 років та 11,0 % осіб у віці 65 років та старших.
Цивільне працевлаштоване населення становило 244 особи. Основні галузі зайнятості: роздрібна торгівля — 23,8 %, науковці, спеціалісти, менеджери — 16,4 %, освіта, охорона здоров'я та соціальна допомога — 13,1 %, оптова торгівля — 11,5 %.